# Varga Melinda
Varga Melinda (Gyergyószentmiklós, 1984. március 20. –) József Attila-díjas magyar költő, szerkesztő.

## Életpályája
2003-ban érettségizett a marosvásárhelyi Bolyai Farkas Elméleti Líceum történelem-társadalomtudományi szakján. 2003 és 2005 között a kolozsvári Echinox magyar nyelvű oldalainak a társszerkesztőjeként tevékenykedett.
2004 és 2008 között a kolozsvári Babeș–Bolyai Tudományegyetem újságírói szakos hallgatója volt.  Verseit erdélyi és magyarországi rangos irodalmi lapokban publikálja: Irodalmi Jelenben, Helikonban, Székelyföldben, Kalligramban, Látóban, Esőben, Bárkában, Pannon Tükörben, Műútban stb. 
2008 májusától 2009 áprilisáig a bukaresti Új Magyar Szó című napilap kolozsvári riportereként dolgozott. A kolozsvári Bretter György Irodalmi Körnek szervezői tagja.
2010-től az Irodalmi Jelen munkatársa, 2015-től a lap versrovatának, 2017-től a lap interjúrovatának szerkesztője. 
2018-től a lap megszűnéséig az erdélyi Előretolt Helyőrség kulturális és irodalmi melléklet szerkesztője.

## Művei
- 6van9. Versek. Erdélyi Híradó kk., Kolozsvár, 2009
- A kék tempó. Versek. AB-ART kk., Pozsony, 2009
- Űrezüst. Versek. Irodalmi Jelen Könyvek, Arad, 2013
- Sem a férfiban, sem a tájban. Kalligram – Irodalmi Jelen Könyvek, Budapest-Arad, 2017[1]
- A fásult kebelnek nincs költészete. Alkalmi versek és verses krónikák az erdélyi irodalmi életről. Irodalmi Jelen Könyvek, Arad, 2020
- A Pacsirta és a Sas utca sarkán. Versek; Előretolt Helyőrség Íróakadémia, Bp., 2020
- Kifordított ég. Válogatott és új szerelmes versek. Irodalmi Jelen Könyvek, Bp., 2021
- Tizenkét kagyló. Versek. Előretolt Helyőrség Íróakadémia, Bp., 2021
- Douăsprezece scoici. Pethő Lorand műfordítása. Versek. Grinta, Kolozsvár, 2023
- Aus meinem schoß entfaltet sich dein duft – Erotische Gedichte. Versek. Hans-Henning Paetzke műfordítása. Morio Verlag, Lipcse, 2023
- Szellőcske. Meseregény. Irodalmi Jelen Könyvek, Bp., 2024

## Díjai
- Communitas Alkotói Ösztöndíj (2009)
- Székely János Irodalmi Ösztöndíj (2010)
- Communitas Alkotói Ösztöndíj (2013)
- Székely János Irodalmi Ösztöndíj (2014)
- Irodalmi Jelen Költészet Díj (2014)
- Kinde Annamária-díj (2017)
- Oláh János szerkesztői ösztöndíj (2019)
- Térey János-ösztöndíj (2020)
- József Attila-díj (2021)